# 에벌리 브라더스
에벌리 브라더스(The Everly Brothers)는 돈 에벌리(Don Everly, 1937년 2월 1일 ~ 2021년 8월 21일)와 필 에벌리(Phil Everly, 1939년 1월 19일 ~ 2014년 1월 3일)로 이루어진 미국의 형제 컨트리 듀오이다. 20세기 포크와 컨트리, 록큰롤 음악 등 대중음악의 발전에 중요한 역할을 했다. 비틀즈, 밥 딜런, 더 버즈 등의 탄생에 큰 영향을 미쳤으며 또한 사이먼 & 가펑클, 비치 보이스 등에 절대적인 영향력을 미쳤다. 이들은 빌보드 차트 40위 안에 기록된 곡으로 26곡, 100위 안에는 35곡을 남겼다. 1986년, 로큰롤 명예의 전당 설립 첫 해에 헌정된 10개 팀 중 하나다. 《롤링 스톤》지는 아마 엘비스 프레슬리보다 더 영향력이 강력했을지도 모른다며 '에벌리는 50년대의 록 앤 롤을 녹여 전국으로 떠오르게 한 장본인'이라고 추앙했다. 잡지가 조사한 '위대한 100인 아티스트' 중 에벌리 브라더스는 33위에 랭크됐다.

## 역사
필과 돈은 미국 중서부의 컨트리 음악 스타였던 이케 에벌리와 마거릿 에벌리 부부의 아들이다. 1937년에 미국 켄터키주에서 태어난 돈 에벌리(Don Everly. 보컬, 기타)와 1939년에 미국 일리노이주에서 태어난 필 에벌리(Phil Everly. 보컬, 기타)는 1945년에 부모님과 함께 라디오 프로그램에 출연해 노래를 부르면서 음악계에 알려지기 시작했다. 이후 에벌리 브라더스를 1954년에 결성했다. 미국 기타리스트 겸 프로듀서 쳇 앳킨스에게 발탁되었고, 컬럼비아 레코드와 계약해 에벌리 브라더스로서 1956년에 첫 싱글 〈Keep A-Lovin' Me〉를 발표했다. 그러나 노래가 인기를 얻지 못하자 컬럼비아 레코즈에서 퇴출당했다. 그 뒤에 케이든스 레코즈로 이적해 1957년에 두 번째 싱글 〈Bye Bye Love〉를 발표했다. 〈Bye Bye Love〉를 비롯해 〈Wake Up Little Susie〉, 〈All I Have to Do Is Dream〉, 〈Devoted To You〉 등을 히트시키며 인기를 얻었다.
1960년에 워너 브라더스 레코즈로 이적해 음반 활동을 이어나갔다. 그러나 활동 초기와 달리 1963년부터 차트 성적이 급격하게 떨어졌다. 1960년대 중반, 영국 가수들의 미국 진출이 활발하던 시기에 몇몇 곡을 통해 비틀즈풍의 스타일을 선보이기도 했지만 히트곡을 내지는 못했다. 1968년에 자신들의 음악적 근간인 컨트리 록을 강조한 《Roots》가 매체로부터 좋은 평가를 들었음에도 상업적으로는 실패했다. 에벌리 형제는 불화 끝에 16년간의 듀오 활동을 뒤로 하고 1973년에 캘리포니아 공연을 마지막으로 각자의 길로 갔고, 이들은 따로 솔로로 활동했으나 크게 성공하지는 못하다 1983년에 재결합했는데, 필은 당시에 '한 번의 포옹으로 (불화를) 덮었다'고 말했다. 1986년에 록앤롤 명예의 전당에 헌액되었고, 명예의 전당은 이들을 '1950년대의 음악적 보물이자 1960년대에 주요한 영향을 준 밴드'로 표현했다. 2001년에는 컨트리 뮤직 명예의 전당에 이름을 올렸다.
2014년 1월 3일, 74세를 일기로 필 에벌리는 캘리포니아주 버뱅크의 병원에서 만성 폐쇄성 폐질환으로 별세했다. 부인 패티 에벌리 여사는 '남편의 병은 흡연 때문'이라며 필이 오래도록 힘들게 병마와 싸워 왔다고 말했다. 돈은 "난 동생을 매우 사랑했습니다."라며 "언제나 내가 동생보다 먼저 갈 것이라고 생각했는데…. 세상은 한 명의 에벌리 브라더를 애도하겠지만 난 내 동생 필 에벌리를 애도합니다."라고 말했다. 에벌리 브라더스의 〈When Will I Be Loved〉를 1975년에 녹음한 린다 론스태트는 형제의 달콤한 사운드는 '바로 그들의 DNA'라며 둘다 훌륭한 가수로써 새로운 로큰롤의 초석이자 근본이었다고 안타까워 했다. 낸시 시나트라는 "에벌리의 필, 돈과 같이 했던 투어는 내 인생 최고의 순간이었습니다. 사랑해요 필립, 안녕히."라고 트위터에 올렸다. 《타임》지는 필의 장례식이 비공개로 진행될 예정이라고 밝혔다.